# Llista de topònims de Tavertet
Llista de topònims (noms propis de lloc) del municipi de Tavertet, a Osona
Informació actualitzada per un bot. Els canvis manuals es perdran quan s'actualitzi!

## abric rocós
| imatge | Nom                       | Ubicat a | instància de | Detalls | coordenades                                                         | Protecció | Commons (més fotos) | Dades a WD                    |
| ------ | ------------------------- | -------- | ------------ | ------- | ------------------------------------------------------------------- | --------- | ------------------- | ----------------------------- |
|        | Balma Grossa              | Tavertet | abric rocós  |         | 42° 00′ 01″ N, 2° 25′ 55″ E / 42.0002227225734°N,2.43195564910574°E |           |                     | Modifica les dades a Wikidata |
|        | Balma de Bosques Cabanyes | Tavertet | abric rocós  |         | 42° 00′ 13″ N, 2° 23′ 31″ E / 42.0036742412112°N,2.39190723199689°E |           |                     | Modifica les dades a Wikidata |
|        | Balma de Cortils          | Tavertet | abric rocós  |         | 42° 00′ 38″ N, 2° 26′ 45″ E / 42.0106396930442°N,2.44594437870812°E |           |                     | Modifica les dades a Wikidata |
|        | Balma de l'Estret         | Tavertet | abric rocós  |         | 42° 00′ 12″ N, 2° 25′ 37″ E / 42.0033145098301°N,2.42702558142702°E |           |                     | Modifica les dades a Wikidata |
|        | Balma de la Recatera      | Tavertet | abric rocós  |         | 42° 01′ 19″ N, 2° 25′ 00″ E / 42.022005172629°N,2.41668743577931°E  |           |                     | Modifica les dades a Wikidata |
|        | Balma de les Piques       | Tavertet | abric rocós  |         | 41° 59′ 52″ N, 2° 24′ 12″ E / 41.9978976793287°N,2.40328788281362°E |           |                     | Modifica les dades a Wikidata |
|        | Balmes del Vinyal         | Tavertet | abric rocós  |         | 42° 00′ 17″ N, 2° 21′ 27″ E / 42.0048194812511°N,2.35744475454666°E |           |                     | Modifica les dades a Wikidata |
|        | Castell de la Fossa       | Tavertet | abric rocós  |         | 42° 00′ 24″ N, 2° 23′ 27″ E / 42.0066232010943°N,2.39092515239875°E |           |                     | Modifica les dades a Wikidata |
|        | la Baumallera             | Tavertet | abric rocós  |         | 42° 00′ 29″ N, 2° 23′ 10″ E / 42.0080927478202°N,2.38612896616238°E |           |                     | Modifica les dades a Wikidata |

## casa
| imatge | Nom           | Ubicat a | instància de | Detalls                                  | coordenades                                                                                | Protecció                                  | Commons (més fotos)      | Dades a WD                    |
| ------ | ------------- | -------- | ------------ | ---------------------------------------- | ------------------------------------------------------------------------------------------ | ------------------------------------------ | ------------------------ | ----------------------------- |
|        | Cal Curriu    | Tavertet | casa         | Estil: arquitectura popular 18th century | 41° 59′ 42″ N, 2° 25′ 09″ E / 41.99512°N,2.41915°E ca:Pl. Guilleries, 2, 08511.            | bé integrant del patrimoni cultural català | Cal Curriu (Tavertet)    | Modifica les dades a Wikidata |
|        | Can Baumes    | Tavertet | casa         | Estil: arquitectura popular 18th century | 41° 59′ 45″ N, 2° 25′ 06″ E / 41.99587°N,2.41831°E ca:C. de Baix, 2, 08511.                | bé integrant del patrimoni cultural català | Can Baumes (Tavertet)    | Modifica les dades a Wikidata |
|        | Can Bufia     | Tavertet | casa         | Estil: arquitectura popular 1801         | 41° 59′ 42″ N, 2° 25′ 06″ E / 41.995009°N,2.418231°E ca:C. del Mig, 5, 08511.              | bé integrant del patrimoni cultural català |                          | Modifica les dades a Wikidata |
|        | Can Corder    | Tavertet | casa         | Estil: arquitectura popular              | 41° 59′ 43″ N, 2° 25′ 04″ E / 41.99541°N,2.41771°E ca:C. de Baix, 14, 08511.               | bé integrant del patrimoni cultural català |                          | Modifica les dades a Wikidata |
|        | Can Jep       | Tavertet | casa         | Estil: arquitectura popular 18th century | 41° 59′ 42″ N, 2° 25′ 08″ E / 41.99489°N,2.41877°E ca:C. Sau, 6, 08511.                    | bé integrant del patrimoni cultural català | Cal Jep (Tavertet)       | Modifica les dades a Wikidata |
|        | ca l'Eulàlia  | Tavertet | casa         | Estil: arquitectura popular 18th century | 41° 59′ 42″ N, 2° 25′ 06″ E / 41.99508°N,2.41845°E ca:Carrer del Mig, 1 864 msnm           | bé integrant del patrimoni cultural català | Ca l'Eulàlia (Tavertet)  | Modifica les dades a Wikidata |
|        | cal Baro      | Tavertet | casa         | Estil: arquitectura popular 18th century | 41° 59′ 44″ N, 2° 25′ 08″ E / 41.99566°N,2.419°E ca:Carrer del Mig, 6 866 msnm             | bé integrant del patrimoni cultural català | Cal Baró (Tavertet)      | Modifica les dades a Wikidata |
|        | cal Cabré     | Tavertet | casa         | Estil: arquitectura popular 19th century | 41° 59′ 45″ N, 2° 25′ 07″ E / 41.99583°N,2.41858°E ca:Carrer de Serrarols, 2 860 msnm      | bé integrant del patrimoni cultural català | Cal Cabré (Tavertet)     | Modifica les dades a Wikidata |
|        | cal Cisteller | Tavertet | casa         | Estil: arquitectura popular 18th century | 41° 59′ 43″ N, 2° 25′ 09″ E / 41.99524°N,2.41911°E ca:Carrer de Dalt, 3 869 msnm           | bé integrant del patrimoni cultural català | Cal Cisteller (Tavertet) | Modifica les dades a Wikidata |
|        | cal Pelat     | Tavertet | casa         | Estil: arquitectura popular 17th century | 41° 59′ 43″ N, 2° 25′ 08″ E / 41.9952°N,2.41894°E ca:Carrer de Dalt, 2 868 msnm            | bé integrant del patrimoni cultural català | Cal Pelat (Tavertet)     | Modifica les dades a Wikidata |
|        | cal Sabater   | Tavertet | casa         | Estil: arquitectura popular 18th century | 41° 59′ 43″ N, 2° 25′ 03″ E / 41.99539°N,2.417628°E ca:Carrer de Baix, 16 861 msnm         | bé integrant del patrimoni cultural català | Cal Sabater (Tavertet)   | Modifica les dades a Wikidata |
|        | cal Sastre    | Tavertet | casa         | Estil: arquitectura popular 16th century | 41° 59′ 41″ N, 2° 25′ 07″ E / 41.99464°N,2.41867°E ca:Carrer de Sau, 3 868 msnm            | bé integrant del patrimoni cultural català | Cal Sastre (Tavertet)    | Modifica les dades a Wikidata |
|        | cal Xicot     | Tavertet | casa         | Estil: arquitectura popular 18th century | 41° 59′ 40″ N, 2° 25′ 07″ E / 41.99451°N,2.41856°E ca:Carrer de Sau, 5 868 msnm            | bé integrant del patrimoni cultural català | Can Xicoi (Tavertet)     | Modifica les dades a Wikidata |
|        | can Carrera   | Tavertet | casa         | Estil: arquitectura popular 18th century | 41° 59′ 42″ N, 2° 25′ 03″ E / 41.99507°N,2.4175°E ca:Carrer de Baix, 22 864 msnm           | bé integrant del patrimoni cultural català | Can Carrera (Tavertet)   | Modifica les dades a Wikidata |
|        | can Correu    | Tavertet | casa         | Estil: arquitectura popular 18th century | 41° 59′ 42″ N, 2° 25′ 03″ E / 41.99495°N,2.41751°E ca:Carrer de Baix, 26 864 msnm          | bé integrant del patrimoni cultural català | Can Correu               | Modifica les dades a Wikidata |
|        | can Crosas    | Tavertet | casa         | Estil: arquitectura popular 18th century | 41° 59′ 43″ N, 2° 25′ 04″ E / 41.99533°N,2.41782°E ca:Carrer de Baix, 7 861 msnm           | bé integrant del patrimoni cultural català | Can Crosas (Tavertet)    | Modifica les dades a Wikidata |
|        | can Juanola   | Tavertet | casa         | Estil: arquitectura popular 18th century | 41° 59′ 42″ N, 2° 25′ 04″ E / 41.994951°N,2.417798°E ca:Carrer del Mig, 24 865 msnm        | bé integrant del patrimoni cultural català | Can Juanola (Tavertet)   | Modifica les dades a Wikidata |
|        | can Lluci     | Tavertet | casa         | Estil: arquitectura popular 18th century | 41° 59′ 43″ N, 2° 25′ 07″ E / 41.9954°N,2.41866°E ca:Carrer del Mig, 10 866 msnm           | bé integrant del patrimoni cultural català | Can Lluci (Tavertet)     | Modifica les dades a Wikidata |
|        | can Magre     | Tavertet | casa         | Estil: arquitectura popular 17th century | 41° 59′ 42″ N, 2° 25′ 05″ E / 41.99501°N,2.41805°E ca:Carrer del Mig, 20 865 msnm          | bé integrant del patrimoni cultural català | Can Magre (Tavertet)     | Modifica les dades a Wikidata |
|        | can Mariano   | Tavertet | casa         | 18th century                             | 41° 59′ 43″ N, 2° 25′ 03″ E / 41.99531°N,2.41759°E ca:Carrer de Baix, 18 861 msnm          | bé integrant del patrimoni cultural català | Can Mariano (Tavertet)   | Modifica les dades a Wikidata |
|        | can Mateu     | Tavertet | casa         | Estil: arquitectura popular 17th century | 41° 59′ 43″ N, 2° 25′ 07″ E / 41.9953°N,2.41854°E ca:Carrer del Mig, 12 866 msnm           | bé integrant del patrimoni cultural català | Can Mateu (Tavertet)     | Modifica les dades a Wikidata |
|        | can Noguer    | Tavertet | casa masia   | Estil: arquitectura popular 18th century | 41° 59′ 46″ N, 2° 25′ 10″ E / 41.995983°N,2.419449°E ca:Carrer del Mig, 2 868 msnm         | bé integrant del patrimoni cultural català | Can Noguer (Tavertet)    | Modifica les dades a Wikidata |
|        | can Pau Vell  | Tavertet | casa         | Estil: arquitectura popular 17th century | 41° 59′ 42″ N, 2° 25′ 05″ E / 41.995137°N,2.418131°E ca:Carrer del Bach, 8 866 msnm        | bé integrant del patrimoni cultural català | Can Pau Vell             | Modifica les dades a Wikidata |
|        | can Pujolriu  | Tavertet | casa         | Estil: arquitectura popular 18th century | 41° 59′ 45″ N, 2° 25′ 09″ E / 41.99579°N,2.41912°E ca:Carrer del Mig, 4 866 msnm           | bé integrant del patrimoni cultural català | Can Pujolriu             | Modifica les dades a Wikidata |
|        | can Pòlit     | Tavertet | casa         | Estil: arquitectura popular 17th century | 41° 59′ 42″ N, 2° 25′ 04″ E / 41.994953°N,2.417897°E ca:Carrer del Mig, 22 865 msnm        | bé integrant del patrimoni cultural català | Can Pòlit                | Modifica les dades a Wikidata |
|        | can Refredat  | Tavertet | casa         | Estil: arquitectura popular 18th century | 41° 59′ 43″ N, 2° 25′ 03″ E / 41.99516°N,2.41754°E ca:Carrer de Baix, 20 864 msnm          | bé integrant del patrimoni cultural català | Can Refredat             | Modifica les dades a Wikidata |
|        | can Rocarols  | Tavertet | casa         | Estil: arquitectura popular 18th century | 41° 59′ 44″ N, 2° 25′ 08″ E / 41.9955°N,2.41882°E ca:Carrer del Mig, 8 866 msnm            | bé integrant del patrimoni cultural català | Can Rocarols             | Modifica les dades a Wikidata |
|        | can Serra     | Tavertet | casa         | Estil: arquitectura popular 18th century | 41° 59′ 45″ N, 2° 25′ 06″ E / 41.99581°N,2.41823°E ca:Carrer de Baix, 4 861 msnm           | bé integrant del patrimoni cultural català | Can Serra (Tavertet)     | Modifica les dades a Wikidata |
|        | can Sàrries   | Tavertet | casa         | Estil: arquitectura popular 17th century | 41° 59′ 44″ N, 2° 25′ 05″ E / 41.99554°N,2.41819°E ca:C. de Baix, 3 - c. del Bach 861 msnm | bé integrant del patrimoni cultural català | Can Sàrries (Tavertet)   | Modifica les dades a Wikidata |
|        | can Venc      | Tavertet | casa         | Estil: arquitectura popular 18th century | 41° 59′ 42″ N, 2° 25′ 10″ E / 41.99508°N,2.4195°E ca:Carrer de Mondois, 5 871 msnm         | bé integrant del patrimoni cultural català | Can Venc                 | Modifica les dades a Wikidata |
|        | can Vilar     | Tavertet | casa         | Estil: arquitectura popular 18th century | 41° 59′ 44″ N, 2° 25′ 04″ E / 41.9955°N,2.41784°E ca:Carrer de Baix, 12 860 msnm           | bé integrant del patrimoni cultural català | Can Vilar (Tavertet)     | Modifica les dades a Wikidata |
|        | la Pallissa   | Tavertet | casa         | Estil: arquitectura popular 18           | 41° 59′ 43″ N, 2° 25′ 06″ E / 41.99523°N,2.41844°E ca:Carrer del Mig, 14 866 msnm          | bé integrant del patrimoni cultural català | La Pallissa (Tavertet)   | Modifica les dades a Wikidata |

## cova
| imatge | Nom                      | Ubicat a | instància de | Detalls | coordenades                                                                           | Protecció                                  | Commons (més fotos) | Dades a WD                    |
| ------ | ------------------------ | -------- | ------------ | ------- | ------------------------------------------------------------------------------------- | ------------------------------------------ | ------------------- | ----------------------------- |
|        | Bores de la Rambla       | Tavertet | cova         |         | 42° 00′ 54″ N, 2° 25′ 51″ E / 42.0149163737974°N,2.43091910242496°E                   |                                            |                     | Modifica les dades a Wikidata |
|        | cova de Can Feló         | Tavertet | cova         |         | 41° 59′ 40″ N, 2° 25′ 20″ E / 41.9944460794505°N,2.42225154205622°E                   |                                            |                     | Modifica les dades a Wikidata |
|        | cova de la Feixa Fonda   | Tavertet | cova         |         | 42° 01′ 45″ N, 2° 25′ 03″ E / 42.0293044564985°N,2.41746632090443°E                   |                                            |                     | Modifica les dades a Wikidata |
|        | cova de les Pixarelles   | Tavertet | cova         |         | 41° 59′ 29″ N, 2° 23′ 41″ E / 41.9912866622964°N,2.39465706886244°E                   | bé integrant del patrimoni cultural català |                     | Modifica les dades a Wikidata |
|        | cova del Serrat del Vent | Tavertet | cova         |         | 42° 00′ 57″ N, 2° 25′ 06″ E / 42.015699569325°N,2.41826684195696°E ca:Serrat del Vent |                                            |                     | Modifica les dades a Wikidata |
|        | la Bora Fosca            | Tavertet | cova         |         | 41° 59′ 27″ N, 2° 22′ 28″ E / 41.9907008579532°N,2.37442845081197°E                   |                                            |                     | Modifica les dades a Wikidata |
|        | les Baconeres            | Tavertet | cova         |         | 41° 59′ 57″ N, 2° 22′ 21″ E / 41.9992820358052°N,2.37238833805123°E                   |                                            |                     | Modifica les dades a Wikidata |

## curs d'aigua
| imatge | Nom                | Ubicat a                                  | instància de               | Detalls                                                 | coordenades                                                                                             | Protecció | Commons (més fotos) | Dades a WD                    |
| ------ | ------------------ | ----------------------------------------- | -------------------------- | ------------------------------------------------------- | --- | --------- | ------------------- | ----------------------------- |
|        | Ter                | Ripollès Osona Selva Gironès Baix Empordà | curs d'aigua riu principal | Desemboca: mar Mediterrània Llarg: 208km Conca: 3010km² | 42° 25′ 40″ N, 2° 15′ 24″ E / 42.427778°N,2.256667°E 42° 01′ 24″ N, 3° 11′ 31″ E / 42.02347°N,3.19187°E |           | Ter River           | Modifica les dades a Wikidata |
|        | torrent del Gorgàs | Tavertet                                  | curs d'aigua               |                                                         | 42° 01′ 24″ N, 2° 24′ 59″ E / 42.023409°N,2.416448°E                                                    |           |                     | Modifica les dades a Wikidata |

## despoblat
| imatge | Nom                 | Ubicat a | instància de | Detalls | coordenades                                                      | Protecció | Commons (més fotos) | Dades a WD                    |
| ------ | ------------------- | -------- | ------------ | ------- | ---------------------------------------------------------------- | --------- | ------------------- | ----------------------------- |
|        | Roques Fosses       | Tavertet | despoblat    |         | 42° 00′ 50″ N, 2° 26′ 16″ E / 42.013874°N,2.437728°E             |           |                     | Modifica les dades a Wikidata |
|        | castell de la Fossa | Tavertet | despoblat    |         | 42° 00′ 54″ N, 2° 26′ 27″ E / 42.015050593642°N,2.440895926226°E |           |                     | Modifica les dades a Wikidata |

## dolmen
| imatge | Nom                          | Ubicat a | instància de | Detalls | coordenades                                                         | Protecció | Commons (més fotos) | Dades a WD                    |
| ------ | ---------------------------- | -------- | ------------ | ------- | ------------------------------------------------------------------- | --------- | ------------------- | ----------------------------- |
|        | dolmen de Can Tafura         | Tavertet | dolmen       |         | 42° 00′ 11″ N, 2° 22′ 25″ E / 42.0030810665144°N,2.37371550431822°E |           |                     | Modifica les dades a Wikidata |
|        | dolmen de Sant Corneli       | Tavertet | dolmen       |         | 42° 00′ 57″ N, 2° 25′ 24″ E / 42.0157067270059°N,2.42325483795742°E |           |                     | Modifica les dades a Wikidata |
|        | dolmen de la Font de la Vena | Tavertet | dolmen       |         | 42° 01′ 35″ N, 2° 25′ 55″ E / 42.0263683878628°N,2.43185582872379°E |           |                     | Modifica les dades a Wikidata |

## entitat singular de població
| imatge | Nom                      | Ubicat a | instància de                                                                   | Detalls | coordenades                                                      | Protecció | Commons (més fotos) | Dades a WD                    |
| ------ | ------------------------ | -------- | ------------------------------------------------------------------------------ | ------- | ---------------------------------------------------------------- | --------- | ------------------- | ----------------------------- |
|        | Sant Bartomeu Sesgorgues | Tavertet | entitat singular de població                                                   | 20 hab  | 42° 00′ 53″ N, 2° 21′ 37″ E / 42.01467533°N,2.3603608°E 646 msnm |           |                     | Modifica les dades a Wikidata |
|        | Tavertet                 | Tavertet | entitat singular de població capital municipal ens local històric de Catalunya | 111 hab | 41° 59′ 45″ N, 2° 25′ 07″ E / 41.99572°N,2.41859°E 863 msnm      |           |                     | Modifica les dades a Wikidata |

## església
| imatge | Nom                                  | Ubicat a | instància de     | Detalls | coordenades                                                                                    | Protecció                                  | Commons (més fotos)        | Dades a WD                    |
| ------ | ------------------------------------ | -------- | ---------------- | --- | ---------------------------------------------------------------------------------------------- | ------------------------------------------ | -------------------------- | ----------------------------- |
|        | Sant Corneli de Tavertet             | Tavertet | església         | | 42° 00′ 55″ N, 2° 25′ 23″ E / 42.01515°N,2.42303°E                                             | bé integrant del patrimoni cultural català |                            | Modifica les dades a Wikidata |
|        | Sant Cristòfol de Tavertet           | Tavertet | església         | Estil: arquitectura romànica arquitectura gòtica Anomenat per: Sant Cristòfor de Lícia Dedicat a: Sant Cristòfor de Lícia | 41° 59′ 44″ N, 2° 25′ 10″ E / 41.9955°N,2.41948611°E 870 msnm                                  | bé integrant del patrimoni cultural català | Sant Cristòfol de Tavertet | Modifica les dades a Wikidata |
|        | Sant Miquel de Sorerols              | Tavertet | església         | Estil: arquitectura romànica 11st century                                                                                 | 41° 59′ 45″ N, 2° 22′ 34″ E / 41.9957°N,2.37614°E ca:Ctra. BV-5207 Tavertet, km 4,35 774 msnm  | bé integrant del patrimoni cultural català | Sant Miquel de Sorerols    | Modifica les dades a Wikidata |
|        | Santa Cecília de Trasserra           | Tavertet | església capella | | 42° 00′ 48″ N, 2° 22′ 58″ E / 42.0134604748048°N,2.38273196855895°E ca:masia Tasserra 829 msnm |                                            |                            | Modifica les dades a Wikidata |
|        | Santa Cília de Sorerols              | Tavertet | església         | Estil: arquitectura romànica                                                                                              | 41° 59′ 07″ N, 2° 22′ 39″ E / 41.9854°N,2.37742°E 691 msnm                                     | bé integrant del patrimoni cultural català |                            | Modifica les dades a Wikidata |
|        | església de Sant Bartomeu Sesgorgues | Tavertet | església         | | 42° 00′ 53″ N, 2° 21′ 37″ E / 42.01476°N,2.36038°E ca:Sant Bartomeu Sesgorgues                 | bé integrant del patrimoni cultural català | Sant Bartomeu Sesgorgues   | Modifica les dades a Wikidata |

## font
| imatge | Nom                 | Ubicat a | instància de | Detalls                     | coordenades                                                        | Protecció                                  | Commons (més fotos) | Dades a WD                    |
| ------ | ------------------- | -------- | ------------ | --------------------------- | ------------------------------------------------------------------ | ------------------------------------------ | ------------------- | ----------------------------- |
|        | font de l'Abeurador | Tavertet | font         |                             | 42° 00′ 26″ N, 2° 26′ 19″ E / 42.007325399849°N,2.43855844421736°E |                                            |                     | Modifica les dades a Wikidata |
|        | font de la Vena     | Tavertet | font         |                             | 42° 01′ 26″ N, 2° 26′ 01″ E / 42.024021179421°N,2.4335698807933°E  |                                            |                     | Modifica les dades a Wikidata |
|        | font del Gorgàs     | Tavertet | font         |                             | 42° 00′ 54″ N, 2° 24′ 56″ E / 42.014924257686°N,2.4155345583222°E  |                                            |                     | Modifica les dades a Wikidata |
|        | la font de Tavertet | Tavertet | font         | Estil: arquitectura popular | 41° 59′ 46″ N, 2° 25′ 10″ E / 41.99617°N,2.41934°E                 | bé integrant del patrimoni cultural català | La font de Tavertet | Modifica les dades a Wikidata |

## masia
| imatge | Nom                                     | Ubicat a | instància de     | Detalls                                               | coordenades                                                                                       | Protecció                                            | Commons (més fotos)             | Dades a WD                    |
| ------ | --------------------------------------- | -------- | ---------------- | ----------------------------------------------------- | ------------------------------------------------------------------------------------------------- | ---------------------------------------------------- | ------------------------------- | ----------------------------- |
|        | Cabanyot de les Escases                 | Tavertet | masia            |                                                       | 42° 00′ 09″ N, 2° 25′ 15″ E / 42.0024465169648°N,2.42097165759302°E                               |                                                      |                                 | Modifica les dades a Wikidata |
|        | Can Casals                              | Tavertet | masia            | Estil: arquitectura popular                           | 42° 00′ 05″ N, 2° 25′ 18″ E / 42.00135°N,2.4218°E                                                 | bé integrant del patrimoni cultural català           |                                 | Modifica les dades a Wikidata |
|        | Can Feló                                | Tavertet | masia            |                                                       | 41° 59′ 46″ N, 2° 25′ 20″ E / 41.9960759615359°N,2.42218850479894°E                               |                                                      |                                 | Modifica les dades a Wikidata |
|        | Can Sanxo                               | Tavertet | masia            |                                                       | 41° 59′ 53″ N, 2° 24′ 58″ E / 41.9980261678461°N,2.41601297724644°E                               |                                                      |                                 | Modifica les dades a Wikidata |
|        | Can Sánchez                             | Tavertet | masia            |                                                       | 42° 00′ 11″ N, 2° 25′ 21″ E / 42.0029580425903°N,2.42239189545091°E                               |                                                      |                                 | Modifica les dades a Wikidata |
|        | Can Tafura                              | Tavertet | masia            | Estil: arquitectura popular                           | 42° 00′ 16″ N, 2° 22′ 26″ E / 42.00433°N,2.37389°E ca:Serrat del Casal                            | bé integrant del patrimoni cultural català           |                                 | Modifica les dades a Wikidata |
|        | Managès                                 | Tavertet | masia            | 17th century                                          | 42° 01′ 22″ N, 2° 24′ 15″ E / 42.0226517589062°N,2.40404695231352°E ca:Les Barres                 |                                                      |                                 | Modifica les dades a Wikidata |
|        | Masia la Serra                          | Tavertet | masia            | Estil: arquitectura popular                           | 42° 00′ 36″ N, 2° 24′ 07″ E / 42.0099°N,2.40188°E                                                 | bé integrant del patrimoni cultural català           |                                 | Modifica les dades a Wikidata |
|        | Masoveria del Noguer                    | Tavertet | masia            | Estil: arquitectura popular                           | 41° 59′ 44″ N, 2° 22′ 33″ E / 41.99545°N,2.37584°E                                                | bé integrant del patrimoni cultural català           |                                 | Modifica les dades a Wikidata |
|        | Mierons                                 | Tavertet | masia            | Estil: arquitectura popular                           | 42° 00′ 15″ N, 2° 22′ 13″ E / 42.00411°N,2.3704°E ca:Serrat de Mierons                            | bé integrant del patrimoni cultural català           |                                 | Modifica les dades a Wikidata |
|        | Monteis                                 | Tavertet | masia            | Estil: arquitectura popular 17th century              | 42° 00′ 03″ N, 2° 25′ 37″ E / 42.00079°N,2.42686°E ca:Pla de Monteis                              | bé integrant del patrimoni cultural català           |                                 | Modifica les dades a Wikidata |
|        | Novelles                                | Tavertet | masia            | Estil: arquitectura popular 17th century              | 42° 00′ 42″ N, 2° 25′ 17″ E / 42.01162°N,2.42134°E ca:Pista Cantonigrós 879 msnm                  | bé integrant del patrimoni cultural català           | Novelles (Tavertet)             | Modifica les dades a Wikidata |
|        | Novelliques                             | Tavertet | masia            | Estil: arquitectura popular 18th century              | 42° 00′ 36″ N, 2° 25′ 27″ E / 42.009964°N,2.424296°E ca:Novelles                                  | bé integrant del patrimoni cultural català           |                                 | Modifica les dades a Wikidata |
|        | Rajols                                  | Tavertet | masia            | Estil: arquitectura popular                           | 42° 01′ 07″ N, 2° 26′ 40″ E / 42.01873°N,2.44434°E ca:Baga de Rajols                              | bé integrant del patrimoni cultural català           | Rajols                          | Modifica les dades a Wikidata |
|        | Sentfores                               | Tavertet | masia            | Estil: arquitectura popular 18th century              | 42° 00′ 55″ N, 2° 21′ 14″ E / 42.015213°N,2.353967°E ca:Sant Bartomeu Sesgorgues                  | bé integrant del patrimoni cultural català           |                                 | Modifica les dades a Wikidata |
|        | Sobiranes                               | Tavertet | masia            | Estil: arquitectura popular                           | 42° 00′ 10″ N, 2° 22′ 54″ E / 42.00274°N,2.38154°E 777 msnm                                       | bé integrant del patrimoni cultural català           |                                 | Modifica les dades a Wikidata |
|        | Surroca                                 | Tavertet | masia            | Estil: arquitectura popular                           | 41° 59′ 56″ N, 2° 26′ 39″ E / 41.99892°N,2.44428°E ca:La Maiola                                   | bé integrant del patrimoni cultural català           |                                 | Modifica les dades a Wikidata |
|        | Torre de la Parareda                    | Tavertet | masia casa forta | Estil: arquitectura popular                           | 41° 59′ 49″ N, 2° 23′ 42″ E / 41.996833°N,2.395138°E                                              | bé d'interès cultural bé cultural d'interès nacional | Torre de la Parareda (Tavertet) | Modifica les dades a Wikidata |
|        | Torre de la Vall                        | Tavertet | masia casa forta | Estil: arquitectura gòtica                            | 42° 00′ 14″ N, 2° 25′ 15″ E / 42.003946°N,2.42088°E 870 msnm                                      | bé d'interès cultural bé cultural d'interès nacional | La Torre (Tavertet)             | Modifica les dades a Wikidata |
|        | Trasserra                               | Tavertet | masia            | Estil: arquitectura popular                           | 42° 00′ 48″ N, 2° 22′ 57″ E / 42.01341°N,2.38243°E                                                | bé integrant del patrimoni cultural català           |                                 | Modifica les dades a Wikidata |
|        | Villaret de Baix                        | Tavertet | masia            | Estil: arquitectura popular                           | 41° 59′ 56″ N, 2° 21′ 17″ E / 41.99881°N,2.35469°E                                                | bé integrant del patrimoni cultural català           |                                 | Modifica les dades a Wikidata |
|        | Villaret de Dalt                        | Tavertet | masia            | Estil: arquitectura popular                           | 42° 00′ 29″ N, 2° 21′ 16″ E / 42.00803°N,2.35445°E                                                | bé integrant del patrimoni cultural català           |                                 | Modifica les dades a Wikidata |
|        | can Nazari                              | Tavertet | masia            | Estil: arquitectura popular 17th century              | 41° 59′ 46″ N, 2° 25′ 08″ E / 41.99611°N,2.41899°E ca:Plaça de la Diputació, 1 864 msnm           | bé integrant del patrimoni cultural català           | Can Nazari                      | Modifica les dades a Wikidata |
|        | el Baucells                             | Tavertet | masia            |                                                       | 41° 59′ 27″ N, 2° 21′ 29″ E / 41.9908990163051°N,2.35811598763125°E                               |                                                      |                                 | Modifica les dades a Wikidata |
|        | el Campàs                               | Tavertet | masia            | Estil: arquitectura popular 17th century              | 41° 59′ 17″ N, 2° 26′ 26″ E / 41.98807°N,2.44042°E ca:Cingles de l´Avenc                          | bé integrant del patrimoni cultural català           |                                 | Modifica les dades a Wikidata |
|        | el Castell                              | Tavertet | masia            | Estil: arquitectura popular                           | 41° 59′ 01″ N, 2° 23′ 51″ E / 41.98372°N,2.39754°E ca:C. Castell, s/n, 08511.                     | bé integrant del patrimoni cultural català           |                                 | Modifica les dades a Wikidata |
|        | el Crous                                | Tavertet | masia            | Estil: arquitectura popular 18th century              | 42° 00′ 07″ N, 2° 23′ 50″ E / 42.00202°N,2.39722°E ca:Baga del Crous                              | bé integrant del patrimoni cultural català           |                                 | Modifica les dades a Wikidata |
|        | el Desvilar de Sant Bertomeu Sesgorgues | Tavertet | masia            | Estil: arquitectura popular                           | 42° 00′ 53″ N, 2° 22′ 00″ E / 42.014709°N,2.366691°E                                              | bé d'interès cultural bé cultural d'interès nacional |                                 | Modifica les dades a Wikidata |
|        | el Jufré                                | Tavertet | masia            | Estil: arquitectura popular 17th century              | 41° 59′ 45″ N, 2° 25′ 11″ E / 41.99585°N,2.41978°E ca:Carrer de Galzerán Sacosta 867 msnm         | bé integrant del patrimoni cultural català           | El Jufré                        | Modifica les dades a Wikidata |
|        | el Llobet                               | Tavertet | masia            |                                                       | 42° 00′ 15″ N, 2° 20′ 56″ E / 42.0041311229434°N,2.34876945103495°E ca:Sant Bartomeu Sesgorgues   |                                                      |                                 | Modifica les dades a Wikidata |
|        | el Moner                                | Tavertet | masia            | Estil: arquitectura popular                           | 42° 00′ 40″ N, 2° 21′ 02″ E / 42.01116°N,2.35048°E ca:Riera de les Gorgues                        | bé integrant del patrimoni cultural català           |                                 | Modifica les dades a Wikidata |
|        | el Noguer                               | Tavertet | masia            | Estil: arquitectura popular 17th century              | 41° 59′ 51″ N, 2° 23′ 04″ E / 41.99741°N,2.38445°E ca:Ctra. BV 5207, km 8.                        | bé integrant del patrimoni cultural català           |                                 | Modifica les dades a Wikidata |
|        | el Perer                                | Tavertet | masia            | Estil: arquitectura popular                           | 42° 01′ 33″ N, 2° 26′ 21″ E / 42.02596°N,2.43916°E ca:Camps de les Saleres                        | bé integrant del patrimoni cultural català           |                                 | Modifica les dades a Wikidata |
|        | el Pontí                                | Tavertet | masia            | Estil: arquitectura popular 17th century              | 42° 00′ 24″ N, 2° 25′ 23″ E / 42.00668°N,2.42311°E ca:Sot de la Vall                              | bé integrant del patrimoni cultural català           |                                 | Modifica les dades a Wikidata |
|        | el Pontí Nou                            | Tavertet | masia            |                                                       | 42° 00′ 21″ N, 2° 25′ 16″ E / 42.0058338836419°N,2.42114623037131°E                               |                                                      |                                 | Modifica les dades a Wikidata |
|        | el Querol                               | Tavertet | masia            |                                                       | 41° 59′ 59″ N, 2° 22′ 34″ E / 41.9998430036484°N,2.37616218123212°E                               |                                                      |                                 | Modifica les dades a Wikidata |
|        | el Sunyer de Baix                       | Tavertet | masia            | Estil: arquitectura popular 18th century 19th century | 42° 00′ 15″ N, 2° 24′ 36″ E / 42.00422°N,2.40991°E                                                | bé integrant del patrimoni cultural català           |                                 | Modifica les dades a Wikidata |
|        | el Sunyer de Dalt                       | Tavertet | masia            | Estil: arquitectura popular 17th century              | 42° 00′ 20″ N, 2° 24′ 35″ E / 42.00542°N,2.40969°E ca:El Sunyer                                   | bé cultural d'interès local                          |                                 | Modifica les dades a Wikidata |
|        | l'Arau                                  | Tavertet | masia            | Estil: arquitectura popular 17th century              | 42° 00′ 34″ N, 2° 21′ 30″ E / 42.00931°N,2.35841°E ca:Ctra. BV-5207 Tavertet, km 4,5 627 msnm     | bé integrant del patrimoni cultural català           |                                 | Modifica les dades a Wikidata |
|        | l'Aubet                                 | Tavertet | masia            | Estil: arquitectura popular 17th century              | 42° 00′ 41″ N, 2° 24′ 13″ E / 42.01147°N,2.40359°E ca:La Serra                                    | bé integrant del patrimoni cultural català           |                                 | Modifica les dades a Wikidata |
|        | l'Avenc                                 | Tavertet | masia            | Estil: gòtic flamíger                                 | 42° 00′ 19″ N, 2° 26′ 31″ E / 42.005365°N,2.441983°E ca:Cingles de l'Avenc                        | bé d'interès cultural bé cultural d'interès nacional | Casal de l'Avenc                | Modifica les dades a Wikidata |
|        | la Cau                                  | Tavertet | masia            | Estil: arquitectura popular 17th century              | 42° 01′ 11″ N, 2° 25′ 11″ E / 42.019722222222°N,2.4197222222222°E ca:Pista Cantonigrós            | bé integrant del patrimoni cultural català           |                                 | Modifica les dades a Wikidata |
|        | la Corbera                              | Tavertet | masia            | Estil: arquitectura popular 18th century              | 42° 00′ 15″ N, 2° 23′ 27″ E / 42.00427°N,2.39085°E ca:Ctra. l'Esquirol-Tavertet, km 7 702 msnm    | bé integrant del patrimoni cultural català           |                                 | Modifica les dades a Wikidata |
|        | la Coromina                             | Tavertet | masia            | Estil: arquitectura popular 18th century              | 41° 59′ 44″ N, 2° 25′ 10″ E / 41.99568°N,2.41948°E ca:Plaça Major, 1 868 msnm                     | bé integrant del patrimoni cultural català           | La Coromina (Tavertet)          | Modifica les dades a Wikidata |
|        | la Fàbrega                              | Tavertet | masia            |                                                       | 42° 01′ 28″ N, 2° 24′ 56″ E / 42.0245033561851°N,2.41557746404782°E                               |                                                      |                                 | Modifica les dades a Wikidata |
|        | la Quereda                              | Tavertet | masia            | 18th century                                          | 42° 00′ 36″ N, 2° 25′ 19″ E / 42.0099172807991°N,2.42182172553613°E ca:Sot de la Vall             |                                                      |                                 | Modifica les dades a Wikidata |
|        | la Sarment                              | Tavertet | masia            | Estil: arquitectura popular                           | 41° 58′ 57″ N, 2° 22′ 23″ E / 41.9826°N,2.37315°E ca:Santa Cília                                  | bé integrant del patrimoni cultural català           |                                 | Modifica les dades a Wikidata |
|        | les Balmes                              | Tavertet | masia            | Estil: arquitectura popular 17th century              | 41° 59′ 40″ N, 2° 24′ 05″ E / 41.99439°N,2.4013°E ca:Carretera l'Esquirol-Tavertet, km 9 778 msnm | bé integrant del patrimoni cultural català           | Masia les Baumes                | Modifica les dades a Wikidata |
|        | les Conques                             | Tavertet | masia            | Estil: arquitectura popular 17th century              | 42° 00′ 30″ N, 2° 22′ 41″ E / 42.00825°N,2.37792°E ca:Sant Bartomeu Sesgorgues                    | bé integrant del patrimoni cultural català           |                                 | Modifica les dades a Wikidata |
|        | les Escases                             | Tavertet | masia            |                                                       | 42° 00′ 09″ N, 2° 25′ 10″ E / 42.0025372901083°N,2.41932861568758°E                               |                                                      |                                 | Modifica les dades a Wikidata |
|        | les Valls                               | Tavertet | masia            | Estil: arquitectura popular                           | 41° 59′ 38″ N, 2° 21′ 39″ E / 41.99384°N,2.36096°E                                                | bé integrant del patrimoni cultural català           |                                 | Modifica les dades a Wikidata |

## molí d'aigua
| imatge | Nom               | Ubicat a | instància de | Detalls                     | coordenades                                                                       | Protecció                                  | Commons (més fotos) | Dades a WD                    |
| ------ | ----------------- | -------- | ------------ | --------------------------- | --------------------------------------------------------------------------------- | ------------------------------------------ | ------------------- | ----------------------------- |
|        | Molí Bernat       | Tavertet | molí d'aigua | Estil: arquitectura popular | 41° 59′ 55″ N, 2° 24′ 36″ E / 41.998658°N,2.409884°E                              | bé integrant del patrimoni cultural català |                     | Modifica les dades a Wikidata |
|        | Molí de Novelles  | Tavertet | molí d'aigua |                             | 42° 00′ 41″ N, 2° 25′ 11″ E / 42.0113209546127°N,2.41976803435759°E ca:Novelles   |                                            |                     | Modifica les dades a Wikidata |
|        | Molí de Sobiranes | Tavertet | molí d'aigua |                             | 42° 00′ 20″ N, 2° 23′ 31″ E / 42.0054750878175°N,2.39181762880575°E ca:La Corbera |                                            |                     | Modifica les dades a Wikidata |

## muntanya
| imatge | Nom                | Ubicat a                 | instància de | Detalls | coordenades                                                                          | Protecció | Commons (més fotos)         | Dades a WD                    |
| ------ | ------------------ | ------------------------ | ------------ | ------- | ------------------------------------------------------------------------------------ | --------- | --------------------------- | ----------------------------- |
|        | Puig Ventós        | Tavertet                 | muntanya     |         | 42° 01′ 26″ N, 2° 25′ 48″ E / 42.0239°N,2.42988°E 1126.6 msnm                        |           |                             | Modifica les dades a Wikidata |
|        | Puig de Cortils    | Tavertet                 | muntanya     |         | 42° 00′ 45″ N, 2° 26′ 49″ E / 42.01236667°N,2.44681944°E 1196.1 msnm                 |           |                             | Modifica les dades a Wikidata |
|        | Puig de Guardiola  | Tavertet                 | muntanya     |         | 42° 00′ 39″ N, 2° 24′ 54″ E / 42.0108°N,2.41499°E 1029.7 msnm                        |           |                             | Modifica les dades a Wikidata |
|        | Puig de Roma       | Tavertet                 | muntanya     |         | 42° 01′ 01″ N, 2° 27′ 00″ E / 42.0169°N,2.44993°E 1081.4 msnm                        |           |                             | Modifica les dades a Wikidata |
|        | Puig de la Força   | Vilanova de Sau Tavertet | muntanya     |         | 41° 58′ 52″ N, 2° 23′ 20″ E / 41.9810070598°N,2.38898447593°E ca:El Castell 740 msnm |           | Puig de la Força            | Modifica les dades a Wikidata |
|        | Rocallarga         | Tavertet                 | muntanya     |         | 42° 00′ 35″ N, 2° 26′ 44″ E / 42.0098094301°N,2.44560136469°E ca:L'Avenc 1187 msnm   |           | Rocallarga                  | Modifica les dades a Wikidata |
|        | Turó del Castell   | Tavertet                 | muntanya     |         | 41° 58′ 59″ N, 2° 23′ 47″ E / 41.98307222°N,2.39629167°E ca:El Castell 851 msnm      |           | Turó del Castell (Tavertet) | Modifica les dades a Wikidata |
|        | Venta-sacs         | Vilanova de Sau Tavertet | muntanya     |         | 41° 59′ 32″ N, 2° 26′ 06″ E / 41.9923°N,2.43488°E 656.4 msnm                         |           |                             | Modifica les dades a Wikidata |
|        | el Pedró de Rajols | Tavertet                 | muntanya     |         | 42° 01′ 06″ N, 2° 26′ 17″ E / 42.0184°N,2.43813°E 1193.8 msnm                        |           |                             | Modifica les dades a Wikidata |
|        | puig Segaler       | Tavertet                 | muntanya     |         | 41° 59′ 47″ N, 2° 25′ 40″ E / 41.99637778°N,2.42782222°E 1024.8 msnm                 |           |                             | Modifica les dades a Wikidata |

## pont
| imatge | Nom                  | Ubicat a            | instància de | Detalls                                                   | coordenades                                                                                | Protecció                                  | Commons (més fotos) | Dades a WD                    |
| ------ | -------------------- | ------------------- | ------------ | --------------------------------------------------------- | ------------------------------------------------------------------------------------------ | ------------------------------------------ | ------------------- | ----------------------------- |
|        | Pont de Baumadestral | l'Esquirol Tavertet | pont         | Estil: arquitectura popular 18th century Estat: bon estat | 42° 00′ 59″ N, 2° 23′ 50″ E / 42.016377°N,2.397094°E ca:Cantonigròs                        | bé integrant del patrimoni cultural català |                     | Modifica les dades a Wikidata |
|        | Pont de Molí-bernat  | Tavertet            | pont         | 14th century Estat: bon estat                             | 41° 59′ 59″ N, 2° 24′ 45″ E / 41.999634°N,2.412384°E 744 msnm                              | bé integrant del patrimoni cultural català |                     | Modifica les dades a Wikidata |
|        | Pont de Pla-sa-riera | Tavertet            | pont         | 20th century Estat: bon estat                             | 42° 00′ 23″ N, 2° 25′ 04″ E / 42.0062851672443°N,2.41777297793547°E ca:Pla-sa-riera        |                                            |                     | Modifica les dades a Wikidata |
|        | Pont de la Corbera   | Tavertet            | pont         | 20th century                                              | 42° 00′ 14″ N, 2° 23′ 28″ E / 42.0039490152922°N,2.39107141294505°E ca:La Corbera 687 msnm |                                            |                     | Modifica les dades a Wikidata |
|        | Pont del Crous       | Tavertet            | pont         | 20th century Estat: bon estat                             | 42° 00′ 03″ N, 2° 23′ 38″ E / 42.000878°N,2.393851°E ca:El Crous 664 msnm                  |                                            |                     | Modifica les dades a Wikidata |

## rectoria
| imatge | Nom                                  | Ubicat a | instància de   | Detalls                                  | coordenades                                                                      | Protecció                                  | Commons (més fotos)  | Dades a WD                    |
| ------ | ------------------------------------ | -------- | -------------- | ---------------------------------------- | -------------------------------------------------------------------------------- | ------------------------------------------ | -------------------- | ----------------------------- |
|        | Rectoria                             | Tavertet | rectoria museu | Estil: arquitectura popular 18th century | 41° 59′ 43″ N, 2° 25′ 09″ E / 41.99536°N,2.41927°E ca:Carrer de Dalt, 1 868 msnm | bé integrant del patrimoni cultural català | Rectoria de Tavertet | Modifica les dades a Wikidata |
|        | Rectoria de Sant Bartomeu Sesgorgues | Tavertet | rectoria       | Estil: arquitectura popular 18th century | 42° 00′ 53″ N, 2° 21′ 37″ E / 42.01465°N,2.36019°E ca:Sant Bartomeu Sesgorgues   | bé integrant del patrimoni cultural català |                      | Modifica les dades a Wikidata |

## vèrtex geodèsic
| imatge | Nom        | Ubicat a | instància de    | Detalls   | coordenades                                                                   | Protecció | Commons (més fotos) | Dades a WD                    |
| ------ | ---------- | -------- | --------------- | --------- | ----------------------------------------------------------------------------- | --------- | ------------------- | ----------------------------- |
|        | El Castell | Tavertet | vèrtex geodèsic | Alt: 1.2m | 41° 58′ 59″ N, 2° 23′ 47″ E / 41.983079°N,2.396282°E 851.191 msnm             |           |                     | Modifica les dades a Wikidata |
|        | Rocallarga | Tavertet | vèrtex geodèsic | Alt: 1.2m | 42° 00′ 35″ N, 2° 26′ 44″ E / 42.009777°N,2.445653°E ca:L'Avenc 1186.533 msnm |           |                     | Modifica les dades a Wikidata |

## Misc
| imatge | Nom                                            | Ubicat a | instància de                           | Detalls                                           | coordenades                                                                     | Protecció                                            | Commons (més fotos)         | Dades a WD                    |
| ------ | ---------------------------------------------- | -------- | -------------------------------------- | ------------------------------------------------- | ------------------------------------------------------------------------------- | ---------------------------------------------------- | --------------------------- | ----------------------------- |
|        | Castell de Sorerols                            | Tavertet | castell                                | Estil: arquitectura romànica                      | 41° 59′ 56″ N, 2° 22′ 44″ E / 41.9989°N,2.37889°E ca:Sorerols 794 msnm          | bé cultural d'interès nacional                       | Castell de Sorerols         | Modifica les dades a Wikidata |
|        | Estructures funeràries megalítiques a Tavertet | Tavertet | jaciment arqueològic monument funerari |                                                   |                                                                                 |                                                      |                             | Modifica les dades a Wikidata |
|        | Granges de les Conques                         | Tavertet | granja                                 |                                                   | 42° 00′ 37″ N, 2° 22′ 54″ E / 42.0103828211118°N,2.38154198718889°E             |                                                      |                             | Modifica les dades a Wikidata |
|        | Pedrera dels Pedreguets                        | Tavertet | pedrera                                |                                                   | 41° 59′ 49″ N, 2° 24′ 58″ E / 41.996837470853°N,2.41604799329861°E              |                                                      |                             | Modifica les dades a Wikidata |
|        | Pedró de Trasserra                             | Tavertet | oratori creu monumental                |                                                   | 42° 00′ 55″ N, 2° 22′ 57″ E / 42.015413°N,2.382495°E                            |                                                      |                             | Modifica les dades a Wikidata |
|        | cabana de la Coromina                          | Tavertet | cabana                                 | Estil: arquitectura popular 17th century          | 41° 59′ 46″ N, 2° 25′ 11″ E / 41.99614°N,2.41973°E ca:Camí del Puig, 1 870 msnm | bé integrant del patrimoni cultural català           | Cabana de la Coromina       | Modifica les dades a Wikidata |
|        | casa consistorial de Tavertet                  | Tavertet | casa consistorial                      |                                                   | 41° 59′ 49″ N, 2° 25′ 06″ E / 41.9968103°N,2.4184684°E                          |                                                      | Casa de la Vila de Tavertet | Modifica les dades a Wikidata |
|        | la Muralla                                     | Tavertet | muralla                                |                                                   | 41° 59′ 26″ N, 2° 24′ 48″ E / 41.9905466661972°N,2.41346153645481°E             |                                                      |                             | Modifica les dades a Wikidata |
|        | nucli antic de Tavertet                        | Tavertet | centre històric                        | Estil: arquitectura romànica arquitectura popular | 41° 59′ 44″ N, 2° 25′ 07″ E / 41.995481°N,2.418593°E 460 msnm                   | bé d'interès cultural bé cultural d'interès nacional | Nucli antic de Tavertet     | Modifica les dades a Wikidata |
|        | serra d'en Coll                                | Tavertet | serra                                  |                                                   | 41° 59′ 33″ N, 2° 22′ 07″ E / 41.9926°N,2.36861°E 794 msnm                      |                                                      |                             | Modifica les dades a Wikidata |